# Olga Ferreira
Olga Ferreira de López (nacida el 28 de diciembre de 1956 en Asunción, Paraguay) es abogada y fue Diputada Nacional por Asunción, Paraguay. Olga Ferreira ejerce su función parlamentaria desde 2003 y actualmente es Presidenta del Movimiento Compromiso Ciudadano, una nueva plataforma política independiente que presentará candidatos a nivel nacional para las próximas elecciones en Paraguay el 22 de abril de 2018.

## Vida personal
Olga nació en Asunción, está casada, tiene 6 hijos y 5 nietos. Viene de una familia religiosa y conservadora. Es abogada de la Universidad Nacional de Asunción y en la misma Universidad realizó estudios de postgrado en Derecho de la Familia, Derechos Humanos y Derecho de la niñez, temáticas en la que hoy se la considera especialista tanto en Paraguay como en toda la región. 

## Actividad Política
Comenzó su carrera profesional en comisiones vecinales en barrios de Asunción. Es relecta Diputada de la Nación por Capital para el periodo 2008-2013 y para le periodo 2013-2018. Actualmente es Presidenta de la Comisión de Derechos Humanos de la Cámara de Diputados, y miembro de diversas Comisiones.
Desde la Bancada Independiente, lidera desde hace varios años el ranking de producción legislativa y es representante de la Cámara de Diputados antes la Organización de las Naciones Unidas.
Nombrada bombera honorífica por el Cuerpo de Bomberos del Paraguay. Fue distinguida en el Congreso Brasilero como luchadora por los Derechos de la Niñez y Discapacidad, también fue distinguida en New York por CEDAW como luchadora por los Derechos de la Mujer. Es coordinadora del Frente Parlamentario en Defensa de los Derechos de las Personas con Discapacidad y del Frente Parlamentario por la Niñez y la Adolescencia.